# 스티븐 스비니아르스키
스티븐 스비니아르스키(Steven Swiniarski)는 미국의 SF, 판타지 작가다. 오하이오주 클리블랜드시 교외의 솔런시에 거주하며 그 지역을 배경으로 하는 작품들을 저술했다. 필명으로 S. 앤드루 스완(S. Andrew Swann), 스티븐 크레인(Steven Krane) 등을 사용한다.